# Гизеке, Пауль Дитрих
Пауль Дитрих фон Гизеке (нем. Paul Dietrich von Giseke; 1741—1796) — немецкий ботаник.

## Биография
Пауль Дитрих Гизеке родился 8 декабря 1741 года в Гамбурге. Учился в Гамбургской академической гимназии, в 1764 году поступил в Гёттингенский университет. В 1767 году он окончил Университет с диссертацией по систематике растений. Затем Пауль Дитрих отправился во Францию, а после — в Швецию. В Швеции он учился у Карла Линнея, впоследствии назвавшем в его честь род Gisekia. По возвращении в Гамбург Гизеке стал работать врачом. В декабре 1771 года он был назначен профессором физики и поэзии в Академической гимназии. С 1784 года Пауль Дитрих работал ассистентом М. Ф. Питискуса в библиотеке Гамбургского университета, после его смерти в 1794 году стал главным библиотекарем. Пауль Дитрих фон Гизеке скоропостижно скончался 26 апреля 1796 года.
В 1798 году Гизеке был посмертно избран почётным членом Леопольдины.
Типовые образцы, использованные Гизеке для описания новых видов, хранятся в гербариях Эдинбургского университета (E) и Мельбурнского ботанического сада (MEL).

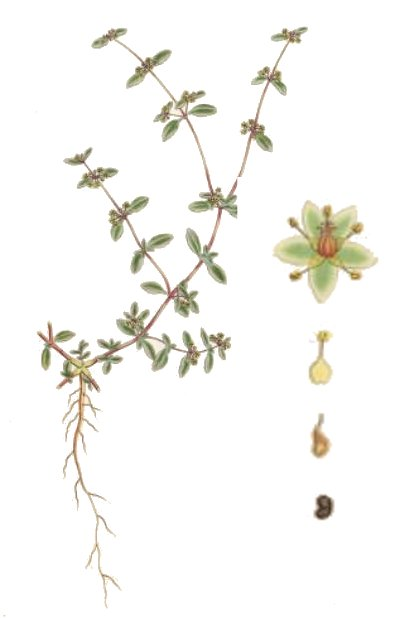
Gisekia pharnacioides — типовой вид рода Gisekia

## Некоторые научные работы
- Giseke, P.D. (1767). Dissertatio inauguralis botanico-medica sistens systemata plantarum recentiora. 54 p.
- Giseke, P.D. (1792). Praelectiones in ordines naturales plantarum. 662 p.

## Роды, названные в честь П. Д. Гизеке
- Gisekia L., 1771